# David Trimble
William David Trimble (Belfast, 15 oktober 1944 - 25 juli 2022) was een protestants politicus uit Noord-Ierland. Tot aan de parlementsverkiezingen van mei 2005 was hij de leider van de Ulster Unionistische partij.

## Achtergrond
Trimble groeide op in Bangor in het graafschap Down. Na de middelbare school ging hij rechten studeren aan Queen's University in Belfast. De eerste jaren na zijn studie werkte hij als docent op de universiteit.
In 1974 raakte hij betrokken bij een felle staking in de publieke sector. Die staking had een politiek karakter, Trimble trad op als juridisch raadsman voor het stakingscomité. Vrij snel daarna werd hij actief in de politiek. In eerste instantie als lid van de toenmalige Vanguard Unionistische partij. Dit was een afscheiding van de officiële Unionisten. In de ogen van Trimble was de officiële Unionistische partij te meegaand richting de Nationalisten.
In 1975 werd Trimble voor de Vanguard Unionisten gekozen tot lid van de Noord-Ierse conventie. Hij werd viceleider van die partij, samen met een kopstuk van de UDA, een protestantse militie. De Vanguard Unionisten bleken echter geen blijvende kracht en in 1978 werd Trimble lid van de UUP, ook aangeduid als de officiële Unionisten.
In 1990 werd hij in een tussentijdse verkiezing gekozen voor het Britse parlement voor het kiesdistrict Upper Bann. Toen de partijleider James Molyneaux in 1995 gedwongen werd om terug te treden won Trimble de strijd om het leiderschap. Zijn populariteit was toen nog gebaseerd op zijn imago als hardliner. In de zomer van dat jaar liep hij samen met Ian Paisley in de voorste rij toen de jaarlijkse Oranjemars in Portadown tot ongeregeldheden leidde met katholieke bewoners.

## Eerste minister
Trimble speelde een belangrijke rol bij de vredesonderhandelingen in 1998. In eerste instantie was hij vrij sceptisch, met name over de rol van de Amerikaanse bemiddelaar George Mitchell. Toen op Goede Vrijdag toch een akkoord werd bereikt, wist Trimble de tegenstand in eigen kring te overwinnen.
Als gevolg van het akkoord verkreeg Noord-Ierland opnieuw zelfbestuur. Na de verkiezingen voor de nieuw opgerichte Assemblee voor Noord-Ierland werd Trimble eerste minister (feitelijk minister-president).
Het wantrouwen aan protestantse zijde jegens met name de IRA en Sinn Féin zorgde er echter voor dat het zelfbestuur geen succes werd. Aan protestantse zijde verloor de UUP steeds meer terrein aan de radicalere DUP van Ian Paisley. Bij de verkiezingen voor het Britse parlement in 2005 verloor Trimble zijn zetel aan een vertegenwoordiger van de DUP en legde hij  het leiderschap van de partij neer.
Voor zijn rol in het vredesproces kreeg Trimble in 1998 samen met de leider van de katholieke SDLP John Hume de Nobelprijs voor de vrede.